# 拉姆·多吉
拉姆·多吉（英語：Lam Dorji，1995年5月18日—）是一名不丹反曲弓射箭運動員，代表不丹參加2024年巴黎奧運會。

## 生涯
2012年，他在響應國家射箭隊的廣告後開始射箭。他曾接受不丹射箭協會 (BAF) 的指導，並參加了20多場國際比賽。2023年11月他在曼谷舉行的亞洲射箭錦標賽上，取得了664分的個人最佳成績。
他在安塔利亞舉行的最後一場世界預選賽的表現使他獲得參加2024年巴黎奧運的資格。在男子個人項目的排名賽中，他以663分的成績在本屆奧運的64名選手中排名第28位，是他的個人最佳成績之一。

## 個人生活
他來自薩姆德魯瓊卡爾。就讀於皇家辛布學院。. bbs.bt. April 9, 2024  [2 August 2024]. （原始内容存档于2024-05-22）.</ref>

## 外部連結
- 拉姆·多吉在World Archery（英语）
- 拉姆·多吉在Olympics.com（英语）